# Gareth Charles
Gareth Charles (* März 1997 in Hilden) ist ein deutscher Schauspieler und Hörspielsprecher.

## Leben
Charles absolvierte von 2016 bis 2020 eine Schauspielausbildung an der Schauspielschule der Keller in Köln, die er mit einem Schauspieldiplom abschloss. Im ersten Ausbildungsjahr stand er im Theater der Keller als Musa in „Verrücktes Blut“ auf der Bühne. Es folgten diverse Rollen an verschiedenen Theatern, wie dem Comedia Theater Köln, dem Euro Theater Central Bonn, oder der Burghofbühne Dinslaken.
Parallel ist Gareth Charles seit 2019 regelmäßig im Fernsehen zu sehen. Von 2021 bis 2022 spielte Charles den „Mirko“ in der Fernsehserie Tonis Welt.
Außerdem arbeitet Gareth Charles regelmäßig als Sprecher für diverse Hörfunksender und als Synchronsprecher in Deutsch und Englisch für unterschiedliche Fernsehproduktionen.

## Filmografie (Auswahl)
- 2019: Der Lehrer (Fernsehserie, Folgen 67–76)[2]
- 2020: Sankt Maik (Fernsehserie)
- 2020: Bettys Diagnose (Fernsehserie)
- 2020: Alarm für Cobra 11 – Die Autobahnpolizei (Fernsehserie)
- 2021: Mona & Marie – Eine etwas andere Weihnachtsgeschichte (Fernsehfilm)
- 2021–2022: Tonis Welt (Fernsehserie)[3]
- 2022: Two Sides of the Abyss (Miniserie)
- 2022: SOKO Köln (Fernsehserie, Folge Fetter Fang)

## Theater (Auswahl)
- 2016–2017: Verrücktes Blut (Theater der Keller)
- 2017–2018: Katzelmacher (Theater der Keller)
- 2018–2020: Mutter Courage und ihre Kinder (Burghofbühne Dinslaken)
- 2019–2020: Nichts – Was im Leben wichtig ist (Theater der Keller)
- 2019–2021: Cyrano de Bergerac (Eurotheater Central Bonn)
- 2019–2022: Clockwork Orange (Theater der Keller)
- 2020: Peer Gynt (Theater Kohlenpott)
- 2020–2022: Die Bremer Stadtmusikanten (Comedia Theater Köln)
- 2020–2022: Ich bin Liebe (Theater Kohlenpott)
- 2020–2022: Werther in Love (Comedia Theater Köln)
- 2021: Alice im Wunderland (Theater Kohlenpott)
- 2021: Die Möwe Niederrhein (Theater Brüggen)
- 2021–2022: Rettet den Kapitalismus (Theater der Keller)
- 2021–2022: Wegklatschen (Comedia Theater Köln)
- 2022: Wenn der Stamm nicht weit vom Apfel fällt[4] (Prinzregenttheater)

## Hörspiele (Auswahl)
- 2018: Ken Follett: Das Fundament der Ewigkeit (5. und 10. Teil) (Babington) – Bearbeitung und Regie: Thomas Werner (Hörspielbearbeitung – WDR)
- 2021: Olga Grjasnowa: Gott ist nicht schüchtern (3. und 4. Teil) (Junge/Schmuggler) – Regie: Sophie Garke (Hörspielbearbeitung – WDR)